# Josette Arène-Delmas
Josette Arène-Delmas (née Josette Andrée Delmas) est une nageuse française née le 13 août 1924 à Saint-Gilles en Belgique et morte le 13 août 2019 à Nantua.

## Biographie
Josette Arène-Delmas est membre de l'équipe de France aux Jeux olympiques d'été de 1948 à Londres et aux Jeux olympiques d'été de 1952 à Helsinki, terminant respectivement septième et huitième du relais 4x100 mètres nage libre.
Elle participe aux championnats d'Europe sur 100 mètres nage libre en 1950 et 1954 et termine en 6e position à chaque fois.
Elle est huit fois championne de France sur 100 mètres nage libre (1943, 1945, 1946, 1947, 1948, 1949, 1950 et 1954) et deux fois championne de France sur 400 mètres nage libre (1946 et 1947). Elle remporte le relais 3 x 100 mètres (3 nages) et le 4 x 100 mètres nage libre aux championnats de France de 1949.
En club, elle a été licenciée au Stade français.
Elle meurt le 13 août 2019 à Nantua (Ain), jour de son 95e anniversaire.

## Vie privée
Josette Arène-Delmas est mariée au nageur Julien Arène, avec lequel elle a deux enfants, la nageuse Véronique et la plongeuse Isabelle Arène.

## Hommage
Josette Arène-Delmas reçoit la médaille d'or de l'éducation physique.